# عبدالعزیز وفایی
عبدالعزیز ' محمد قاهری وفایی معروف به ابن العقبایی (1408-1471) منجم و ریاضیدان مصری در قرن پانزدهم بود. او در سال 811 هجری قمری (1408 میلادی) به دنیا آمد و در سال 876 هجری قمری (1471 میلادی) از دنیا رفت. برخی منابع می‌گویند که وی در سال 874 یا 879 هجری قمری درگذشته است و از شاگرد ابن مجدی و نورالدین النقاش بوده است. او در مسجد مؤید قاهره پیشنماز وقت شد. او همچنین رئیس وقت مسجد الازهر و مسجد مریدانی شد. او به محاسبه زمان محلی شهرها بر اساس طول و عرض جغرافیایی آنها علاقه داشت و از همین رو بود که او دستگاه نجومی به نام دائره المعضل اختراع کرد. 
او حدود 40 کتاب و 20 رساله در ریاضیات و نجوم نوشت که متاسفانه تاکنون هیچ کدام منتشر نشده‌است. از جمله آثار او نسخه خطی رساله الاعمال بی الربع المجیب است.